# Athletic Club de Boulogne-Billancourt (tennis de table)
Cet article concerne la section tennis de table de l’ACBB. Pour le club omnisports, voir Athletic Club de Boulogne-Billancourt.
Actualités
La section tennis de table est l'une des plus prestigieuses de l'AC Boulogne-Billancourt. Cette section possède le plus grand palmarès du tennis de table à l'échelon national. Avec les 16 titres de Champion de France obtenus par l'équipe féminine, plus les 6 autres titres conquis par la section masculine, le club est loin devant le Levallois Sporting Club (17 titres, tous obtenus par l'équipe masculine), l'US Kremlin Bicêtre (13 sacres dont 11 titres masculins + 2 titres féminins) et le Montpellier tennis de table (12 titres féminins).
L'équipe fanion masculine du club évolue en ProB (2018/19).

## Palmarès

### Équipe féminine
- Championnat de France de Première division (16) :
  - Championnes de 1961 à 1965, 1967, 1968, 1969, 1972, 1974, 1975 en 1986 et de 1989 à 1992
  - Vice-Championnes en 1966, 1970, 1971, 1976, 1987 et 1988
- Coupe d'Europe des Clubs Champions
  - Demi-finaliste en 1974
- Championnat de France de Deuxième division (1) :
  - Championnes en 1985

### Équipe masculine
- Championnat de France de 1re division (6) :
  - Champions en 1952, 1954, 1955, 1956, 1958, 1964.
  - Vice-Champions en 1953 et 1957
- Championnat de France de 2e division (3) :
  - Champions en 1963, 1971, 2015

## Anciens Pongistes
- Xiaoming Wang-Drechou
- Brigitte Thiriet
- Rozenn Yquel